# Teoria najbardziej niepożądanego współpracownika
Teoria najbardziej niepożądanego współpracownika – teoria funkcjonująca w zakresie dziedziny psychologii stosowanej, jaką jest psychologia pracy. Zgodnie z tą teorią, skuteczność lidera zależy od cech osobowościowych oraz stopnia kontroli. Im niższy wynik na skalach cech, tym bardziej negatywnie oceniany jest nielubiany pracownik. W zarządzaniu uwzględnia się atmosferę grupową (akceptacja przywódcy przez grupę), strukturyzowanie zadań (definicje ról podwładnych, cele grupy) oraz prestiż stanowiska (kontrola podwładnych oraz możliwości nagradzania i karania). Teoria została opracowana przez Edwarda Fiedlera w 1967 roku. 
Została wyprowadzona na podstawie badania przeprowadzonego wśród liderów, którzy zostali poproszeni o określenie osoby, z którą najbardziej nie chcieliby ponownie pracować. W związku z tym, podstawową zmienną był obraz najmniej pożądanego współpracownika, a grupą odniesienia - liderzy, przywódcy. Badanym liderom polecono ocenę niepożądanej osoby w kilku kategoriach na wielostopniowej skali.Okazało się, że wśród liderów dało się wyróżnić dwie grupy: takich, których osoby z którymi nie chcieli już w życiu pracować, oceniali stosunkowo pozytywnie (wysokie LPC) oraz takich, których oceniano bardzo negatywnie (niskie LPC).
- Wysoki wskaźnik LPC - lider ma dobre relacje z grupą, co ma przełożenie na dobrą atmosferę wobec wykonywanych zadań.
- Niski wskaźnik LPC - przywódcy przekładają relacje ponad wykonanie zadania, jedynie kiedy ich zadowolenie z wyników osiąga wysoki poziom.

Teoria mówi o tym, że to, czy sprawdzają się bardziej przywódcy o niskim czy wysokim LPC, zależy od tego, na ile mają poparcie grupy, na ile standardowe są zadania i na ile lider ma organizacyjną władzę, by karać i nagradzać członków grupy.